# 尤金·拉佐斯基
尤金·拉佐斯基（英語：Eugene Lazowski，1913年1月1日—2006年12月16日），原名尤金纽什·斯瓦沃米尔·瓦佐夫斯基（波蘭語：Eugeniusz Sławomir Łazowski），是一位波蘭醫生，在第二次世界大戰期間利用假疫苗拯救數千名波蘭猶太人。

## 生平
第二次世界大戰爆發前，尤金·拉佐斯基獲得華沙大學醫學學位。第二次世界大戰期間，尤金·拉佐斯基在紅十字會擔任波蘭軍醫。德國佔領波蘭後，尤金·拉佐斯基與妻子、女兒居住在洛斯瓦朵（Rozwadow）。他為了不讓村民被送進集中營，製作出假疫苗讓健康村民呈現斑疹傷寒陽性反應。德軍因為害怕被傳染而選擇隔離村民，讓他們逃過被送往集中營的命運。拉佐斯基成功解救約8,000名波蘭人。
1958年，尤金·拉佐斯基移民到美國，獲得洛克菲勒基金會獎學金，並於1976年擔任伊利诺伊大学厄巴纳-香槟分校小兒科醫學教授。他的著作包含回憶錄《我的戰爭》（Prywatna wojna）及上百篇論文。
尤金·拉佐斯基在80年代末退休。2006年，尤金·拉佐斯基在俄勒岡州尤金市去世。

## 外部連結
- He duped Nazis, saved thousands. （页面存档备份，存于） Source: The Sun-Times Company
- .   [2015-09-30]. （原始内容存档于2009-01-22）.. Holocaustforgotten.com
- 2 doctors used typhus to save thousands in wartime （页面存档备份，存于）
- Paula Davenport, Media & Communication Resources, Southern Illinois University, Life Preserver